# 关键链项目管理
关键链项目管理（英語：Critical Chain Project Management，缩写为），是由高德拉特博士创造的一种项目规划和管理方法，它主要侧重于项目执行中所需的资源。

## 详细介绍
关键链被用来替代关键路径分析方法。关键链区别于关键路径的主要特征如下：
1. 使用资源依赖
2. 缺乏寻求最佳方案的方法。这意味着一个“足够好”的解决方法已经足够了，因为：
  1. 就目前所知，没有任何分析方法能找到一个绝对的最佳的（比如，总体的最短关键链）。
  2. 估算上的固有的不确定性，远远大于最优和接近最优（即“足够好”的解决方案）之间的差异。
3. 插入缓冲
  - 项目缓冲（Project Buffer，缩写为PB）
  - 输入缓冲（Feeding Buffer，缩写为FB）
  - 资源缓冲（Resource Buffer，缩写为RB）
4. 监测项目的进展和缓冲的使用率，而不是规划个别任务的进展速度。

## 方法论

### 计划
项目计划的建立，和关键路径大致相同。一个落后的任务完成后下一个计划才可能开始。每个任务都输入两个持续时间：一个“最好的猜测”或者50％可能的持续时间，以及一个能高可能地完成任务的“安全”持续时间（也许是90％或95％，依赖于项目组能接收的风险量）。